# 의정부신곡초등학교
의정부신곡초등학교(議政府新谷初等學校)는 대한민국 경기도 의정부시에 있는 공립 초등학교이다.

## 학교 연혁
- 1993년 9월 1일 의정부신곡초등학교로 개교(15학급, 272명)
- 1995년 2월 15일 제1회 졸업식(175명)
- 1995년 9월 2일 4층 증축 교실 준공(15교실)
- 1996년 3월 1일 의정부신곡초교 병설유치원 개원(1학급 40명)
- 1998년 3월 27일 학교급식 실시
- 2012년 8월 24일 운동장 인조잔디 교체
- 2012년 8월 31일 어린이 놀이시설 교체
- 2014년 2월 14일 제 20회 졸업식(142명) 졸업생 누계 총 4,730명
- 2014년 3월 1일 제 9대 채기송 교장 부임
- 2015년 3월 1일 24학급(특수 1학급 포함), 병설유치원 1학급 편성
- 2017년 3월 1일 제10대 김충근 교장 부임

## 참고 자료
- 의정부신곡초등학교 - 한국교육학술정보원 학교알리미

## 참고 문헌
- 〈의정부신곡초등학교〉. 《두피디아》. 두산.
- 의정부신곡초등학교 - 한국교육학술정보원 학교알리미

## 같이 보기
- 의정부신곡초등학교 축구단